# 三浦哲
三浦 哲（みうら さとし、1958年12月23日 - ）は、秋田県出身で東北大学大学院理学研究科・地震噴火予知研究観測センター准教授。

## 略歴
- 1977年-秋田県立横手高等学校卒業
- 1981年-東北大学理学部天文及び地球物理学科第二卒業
- 1983年-東北大学大学院理学研究科地球物理学専攻博士課程前期修了
- 1985年-東北大学理学部助手
- 2003年3月　東北大学 理学博士　「GPS連続観測による岩手火山周辺の地殻変動に関する研究」
- 2003年-東北大学大学院理学研究科助教授
- 2007年-東北大学大学院理学研究科准教授

## 専門
- 固体地球物理学

## 社会活動
- 日本地震学会理事（2004年4月～）
- 日本測地学会評議員（2007年4月～）

## 主な著書
- 海洋調査フロンティア海を計測する－増補版－海洋調査技術学会（2004年・共著）